# (9077) Ildo
(9077) Ildo  es un asteroide perteneciente al cinturón de asteroides, descubierto el 3 de julio de 1994 por el equipo del Observatorio Astronómico de Farra d´Isonzo desde el propio Observatorio de Farra d´Isonzo, en Italia.

## Designación y nombre
Designado inicialmente como 1994 NC.
Más adelante, en 1999 fue nombrado en memoria de Ildo Lombardi (1934-1954), gimnasta italiano y hermano de Giuseppe Lombardi, miembro del equipo de astrónomos aficionados que descubrieron este planeta menor. Ildo murió al caer de las barras paralelas mientras entrenaba con la selección italiana para los Juegos Olímpicos de Melbourne en 1956.

## Características orbitales
Ildo orbita a una distancia media del Sol de 2,690 ua, pudiendo acercarse hasta 2,219 ua y alejarse hasta 3,161 ua. Tiene una excentricidad de 0,175 y una inclinación orbital de 11,969 grados. Emplea en completar una órbita alrededor del Sol 1611,65 días.

## Características físicas
Su magnitud absoluta es 13,63. Tiene 4,872 km de diámetro y su albedo se estima en 0,428.